# Szarkatangara
A szarkatangara (Cissopis leverianus) a madarak osztályának verébalakúak (Passeriformes) rendjébe és a tangarafélék (Thraupidae) családjába tartozó Cissopis nem egyetlen faj.

## Rendszerezése
A fajt Johann Friedrich Gmelin német természettudós írta le 1788-ban, a Lanius nembe Lanius leverianus néven.

## Alfajai
- Cissopis leverianus leverianus (Gmelin, 1788)
- Cissopis leverianus major Cabanis, 1851[2]

## Előfordulása
Dél-Amerikában, Argentína, Bolívia, Brazília, Kolumbia, Ecuador, Francia Guyana, Guyana, Paraguay, Peru, Suriname és Venezuela területén honos.
Természetes élőhelyei a mérsékelt övi gyepek és cserjések, szubtrópusi és trópusi szavannák, gyepek és cserjések. Állandó, nem vonuló faj.

## Megjelenése
Testhossza 26 centiméter, testtömege 73-86 gramm. Mint neve is mutatja, fekete-fehér tollazatával hasonlít a szarkához (Pica pica).
|  |

## Életmódja
Gyümölcsökkel táplálkozik.

## Szaporodása
Fák lombkoronájába készíti csésze alakú fészkét.

## Természetvédelmi helyzete
Az elterjedési területe rendkívül nagy, egyedszáma pedig stabil. A Természetvédelmi Világszövetség Vörös listáján nem fenyegetett fajként szerepel.